# Merophysiinae
Merophysiinae es una subfamilia de coleópteros polífagos.

## Géneros
- Holoparamecus
- Cholovocera
- Cholovocerida
- Hexasternum
- Latrapion
- Lixella
- Lycoperdinella
- Merophysia
- Pseudevolocera
- Pseudoparamecus
- Pythlarhinus
- Reitteria